# 蓝姆猪笼草
蓝姆猪笼草（学名：Nepenthes lamii）是新几内亚特有的热带食虫植物，其原生地海拔高度高于所有已知的猪笼草，已是所有已知的猪笼草属植物中分布海拔高度最高的，可达3520米。蓝姆猪笼草在很长一段时间内都与维耶亚猪笼草（N. vieillardii）混淆。其被认为与山地猪笼草（N. monticola）之间存在着密切的近缘关系。
其种加词“lamii”是为了纪念荷兰植物学家赫尔曼·约翰内斯·蓝姆（Herman Johannes Lam），他是已知最早采集到蓝姆猪笼草的人之一。

## 植物学史

### 早期标本
赫尔曼·约翰内斯·蓝姆在1920年的一次考察（Van Overeem Expedition）中，采集了大量蓝姆猪笼草的标本。1920年10月17日，他在多尔曼·托普山（Mount Doorman Top）山脚海拔3250米处（或3200米），分别采集了带雄性和雌性花序的标本。这些标本被编号为“Lam 1637”。翌日，蓝姆继续采集蓝姆猪笼草的标本，并已到达了多尔曼·托普山海拔3520米的地区。这已为蓝姆猪笼草乃至全部猪笼草属植物分布海拔上限。该处采集到的带雄性和雌性花序的标本被编号为“Lam 1654”。蓝姆采集到的标本大多数都非常的矮小。冯·罗梅尔、皮勒和蓝姆采集到的全部标本都存放于茂物植物园植物标本馆中（BO）。

### 与维耶亚猪笼草同域分布
B·H·丹瑟最先描述了蓝姆猪笼草，发表于其1928年的专著《荷属东印度群岛的猪笼草科植物》中。B·H·丹瑟认为蓝姆猪笼草是维耶亚猪笼草分布较偏远的种群（当时仅发现维耶亚猪笼草存在于新喀里多尼亚），并还在他的专著的图26中使用蓝姆猪笼草的标本来说明维耶亚猪笼草。除了上述的标本外，B·H·丹瑟还将来自新几内亚的编号为“Docters van Leeuwen 10834”标本认为是维耶亚猪笼草。
B·H·丹瑟对维耶亚猪笼草的描述如下：
|  | 到目前为止，仅记录到维耶亚猪笼草存在于新喀里多尼亚和松树岛，但从后续考察采集到的标本来看，其在新几内亚西部并不少见。新几内亚种群的多样性要高于新喀里多尼亚的，但这对我来说似乎还不能将它们分为两个独立的物种。编号为“Pulle 843”和“Docters van Leeuwen”的大部分特征与新喀里多尼亚分布的种群相似。它们与新喀里多尼亚种群区别在于其具有略发达的毛被，笼盖更接近椭圆形，笼盖的下表面具有许多腺体。产自多尔曼·托普山的植株（Lam 1637 & 1654）具有极短的茎，这显然仅是一种高山形态。其具有类似新喀里多尼亚种群的接近圆形的笼盖。产自埃丽卡山的植株的体型很小，植株部分都很小巧；其具有类似的椭圆形且具腺体的笼盖。当那些新几内亚种群未为人所知的时候，我就不会犹豫是否要将其与产自埃丽卡山的区分开来，特别是与产自新喀里多尼亚的。…… 该物种在新几内亚的原生地为原始森林和寸草不生的山顶。在蓝姆采集到猪笼草标本的多尔曼·托普山，人们绝对不会想到在这样的环境仅还会存在猪笼草。这里的风非常的强劲，温度往往很低，据蓝姆所述，在日出前温度通常低于0℃。 |

20世纪中后期，学者们都依照B·H·丹瑟的观点认为蓝姆猪笼草是维耶亚猪笼草的一个地理隔离种群。这方面最突出的一个例子即是在马修·杰布1991年的专著《新几内亚的猪笼草报告》中，将一幅蓝姆猪笼草的插图（图27）标为维耶亚猪笼草。
1994年，安德烈亚斯·维斯图巴、H·里舍（H. Rischer）、B·鲍姆加特尔（B. Baumgartl）和B·基斯特勒（B. Kistler）在一次于多尔曼·托普山寻找圆锥猪笼草（N. paniculata）考察中，观察到了野生蓝姆猪笼草（在当时他们还将其称之为维耶亚猪笼草）。

### 认可为一个独立的物种
1997年，马修·杰布和马丁·奇克在其专著《猪笼草属（猪笼草科）的框架性修订》中，正式描述了蓝姆猪笼草。他们基于一系列捕虫笼和毛被的形态特征将其与维耶亚猪笼草区分开来。他们从“Lam 1637”标本系中选定了正模标本和等模标本，其都存放于茂物植物园植物标本馆中。在模式标本上值得注意的是其笼蔓上具有密集的蜜腺。
关于蓝姆猪笼草的详细描述还出现于马修·杰布和马丁·奇克2001年的专著《猪笼草科》和斯图尔特·麦克弗森2009年的专著《旧大陆的猪笼草》中，在《旧大陆的猪笼草》中包括了其原生地的彩色照片。

## 形态特征
高海拔地区蓝姆猪笼草都为矮小的丛状，但其最大可高达4米。其茎呈圆柱形或棱柱形。节间距可长达8厘米。
蓝姆猪笼草的叶片革质，无柄，为线形，偶尔为披针形，可长达22厘米，宽至5厘米。叶尖为急尖至渐尖，叶基钝尖。叶柄可下延2厘米，但不同变型的差异性较大。中脉的两侧各有3至4条纵脉，出现于叶片末端的四分之一至三分之一。羽状脉明显或不明显，从中脉斜发出，在叶片的末端形成一个不规则的网状。部分标本的笼蔓上覆盖着密集的腺体。叶片通常为全绿，也可能略为紫色，特别是位于高海拔地区的矮小植株。中脉和笼蔓通常为黄色，暴露在强光下的部分为橙红色。
蓝姆猪笼草下位笼的下半部通常为卵形，上半部为圆柱形，偶尔略呈漏斗形。在这两个部分之间常常具有明显的笼肩。也可能通体为卵形。其下位笼的体型都较小，一般高仅为7厘米，宽仅为3厘米，但有时也会达到高12厘米，宽4厘米。在捕虫笼腹面有一对竖直排列的笼翼，其可宽达8毫米。翼须可长达5毫米。笼口近圆形，倾斜。唇为圆柱形。唇的两侧和基部扁平，可宽达7毫米。唇肋高约0.5毫米，间距约0.8毫米。唇齿可长达1毫米。笼盖为圆形或椭圆形，末端为圆形，基部为圆形至心形。笼盖的下表面无附属物，但中线出可能会出现1毫米宽的笼盖骨。笼盖可长达4.5厘米，宽至3.8厘米。笼盖的下表面还具有许多蜜腺。其大部分为圆形，直径为0.1至0.2毫米，密度为每平方厘米1500至2000个。在中线附近的一些大型纵向椭圆形蜜腺的直径可达0.4毫米，少数可宽至3毫米。在笼盖基部的后方有一根不分叉的笼蔓尾，其可长达5毫米。其可能为扁平状。下位笼的外表面通常为红色，也常常具有深红色的斑点。其内表面为白色至浅橙色不等。唇可能为橙色，红色或紫色。笼盖上下表面通常为黄色。生长于高海拔地区植株的下位笼的颜色通常较深。
蓝姆猪笼草的上位笼为漏斗形，或下四分之一至三分之一膨大，上部为圆柱形或略呈漏斗形。在这两个部分之间常常具有明显的笼肩。极少数通体为倒卵形。上位笼比下位笼大很多，可高达18厘米，宽至5厘米。唇为圆柱形，可宽达5毫米，整个宽度一致，或其两侧和基部扁平。其他的部分与下位笼类似。上位笼的外表面一般为黄色。笼翼有时完全为红色。其内表面为白色至奶白色。唇为黄色至红色。笼盖长整个为黄色。
蓝姆猪笼草的花序为总状花序，其可长达14厘米。总花梗可长达7厘米，宽至2毫米。花梗只带一朵花，无苞片，可长达10毫米。花被片为椭圆形，可长达3毫米，宽至3.3毫米。雄蕊柄可长达2.5毫米，花药可长达1.25毫米，宽至1.5毫米。
蓝姆猪笼草植株的大部分无持久性的毛被。在发育中的组织上会具有浅棕色的稀疏毛被，其长0.2至0.4毫米。在发育成熟的组织上保留着毛被的是笼蔓和花序，其覆盖着不太显眼的黑色微柔毛，其长约0.3毫米。

## 生态关系
蓝姆猪笼草是新几内亚岛的西巴布亚巴布亚省中部高峰特有的热带食虫植物。其分布地包括了多尔曼·托普山和赫尔维格山脉的埃丽卡山。此外，在苏迪曼山脉海拔1900米的一座矿业小镇坦巴格普拉（Tembagapura）附近也发现了数目可观蓝姆猪笼草种群。蓝姆猪笼草分布于海拔1460米至3520米的范围内。虽然西巴布亚猪笼草（Nepenthes sp. Papua）也被发现其生长于海拔3500米的地区，但蓝姆猪笼草的海拔分别上限已是所有已知的猪笼草属植物分布的最高海拔高度。
蓝姆猪笼草的生活习性和体型的遗传多样性极高。在低海拔地区的多种原生地中，其作为一种攀緣植物附生或陆生于其中，这包括了苔藓森林、恢复中的植被、开阔的灌木丛和矮小的低地或山地森林。在这些地方蓝姆猪笼草都能直接接受到强光的照射。在高海拔地区，蓝姆猪笼草逐渐变得更加矮小，其陆生于山地灌木丛和草地、山地荒原或极少植被的开阔地中。在海拔3200米的高度上，夜间温度低于4℃并不罕见。在多尔曼·托普山的顶部山坡处常常会低于0℃。生长于暴露位置的植株还必须经得起强风的考验。尽管也曾在多尔曼·托普山上发现大猪笼草（N. maxima），但还未发现蓝姆猪笼草与大猪笼草的自然杂交种。
蓝姆猪笼草种群的数量和分布范围还不完全明了，所以很难评估该物种的保护状况。不过因对于坦巴格普拉的探访与开发是严格控制的，所以在其附近发现的种群暂时来说是相对安全的。其他已知的蓝姆猪笼草种群都存在于巴布亚的偏远地区，可能已有几十年无人去考察过。斯图尔特·麦克弗森写道：“可以预计在中部巴布亚高峰还有更多的种群，该物种可能比目前推测的分布更为的广泛。”

## 相关物种
蓝姆猪笼草与所有其他新几内亚产的猪笼草在形态特征上都有着巨大的差别，因此在野外很容易将其区分开来。蓝姆猪笼草的捕虫笼可能会让人联想到毛律山猪笼草（N. murudensis）和毛盖猪笼草（N. tentaculata）巨型变型，但这两个物种仅分布于婆罗洲。它们虽然相似，但蓝姆猪笼草的笼口为圆形，与后两者具棱角的笼口不同。同时，蓝姆猪笼草笼盖的上表面也不会出现丝状附属物。此外，蓝姆猪笼草的下位笼为卵形至卵形－圆柱形，且唇更宽达。
尽管在很长一段时间内蓝姆猪笼草与维耶亚猪笼草相混淆，但它们之间仍存在着许多稳定的差异。蓝姆猪笼草植株的成熟部分几乎完全无毛被，而维耶亚猪笼草披被着白色的茂密毛被，其长约1毫米。蓝姆猪笼草唇肋的间距通常较宽，为0.3至0.4毫米，而维耶亚猪笼草为0.2至0.3毫米。蓝姆猪笼草笼盖下表面的蜜腺密度也较高，为每平方厘米1500至2000个，而维耶亚猪笼草为每平方厘米75至100个。

## 扩展阅读
- 食虫植物照片搜寻引擎中蓝姆猪笼草的照片 （页面存档备份，存于）

 维基共享资源上的相關多媒體資源：蓝姆猪笼草
 維基物種上的相關：蓝姆猪笼草